# Гіппократ Карфагенянин
Гіппократ Карфагенянін — тиран Сіракуз з 214 до 212 року до н. е.

## Біографічні відомості
Походив із сіракузької родини, мати його була карфагенянкою. Під час перемовин царя Сіракуз Гієроніма з Ганнібалом Баркою, останній спрямував Гіппократа та його брата Епікіда до Сіракуз як своїх посланців. Після чого вони були разом з Гієронімом.
Після загибелі Гієроніма Гіппократ залишався з 4000 вояків у Леонтінах. Це місто вирішив відвоювати римський намісник Марк Клавдій Марцелл. Раптово він напав на Леоніти й вщент зруйнував їх. Гіпократ та його брат Епікід встигли втекти до Гербеса.
В цей час 8000 сіракузян на чолі із Діноменом та Сосідом підійшли до Леонтін. Після цього вони попрямували до Мегари Гіблейської, а згодом взяли в облогу Гербес, де ховалися Гіппократ та Епікід. Тоді Гіппократ разом з братом вирішив вийти до війська. Спроби Діномена та Сосіда заарештувати братів виявилися невдалими. Війська перейшли на бік Гіппократа, колишні очільники втекли до Сіракуз.
Незабаром сюди підійшли Гіппократ й Епікід з військом. Сіракузи пали. Відразу усі ради отримали волю. Почалася підготовка війни з Римом. Водночас і Марцелл підійшов до Сіракуз, але не зміг їх узяти. Карфагенський уряд вирішив скористатися з цих обставин й спрямував на Сицилію свого полководця Гімількона з 25 тисячами піхоти, 3 тисячами вершників й 12 слонами. З ним невдовзі з'єднався Гіппократ (10 тисяч піхоти, 5 тисяч вершників). Бої тривали з кіння 214—213 роки до н. е. Своєю базою Гіппократ обрав місто Мурганція. Проте 212 року до н. е. під час спроби зняти облогу Марцелла Сіракуз Гіппократ атакував римський табір, який обороняв Криспін, тут Гіппократ загинув.